# Gazella arabica
La gazzella d'Arabia (Gazella arabica Lichtenstein, 1827) è una specie di gazzella, originaria  della penisola Arabica.

## Distribuzione e habitat
La specie è presente in Oman, Arabia Saudita, Emirati Arabi Uniti e Yemen.